# 欧特维尔 (埃纳省)
欧特维尔（法語：Hauteville，法語發音：[otvil]）是法国上法蘭西大區埃纳省的一个市镇，属于韦尔万区。

## 地理
欧特维尔（49°52'41"N, 3°31'20"E）面积7.1 平方千米，位于法国上法蘭西大區埃纳省，该省份为法国北部内陆省份，北起北部省，西接索姆省和瓦兹省，东临阿登省和马恩省，西南至塞纳-马恩省，东北部与比利时接壤。
与欧特维尔接壤的市镇（或旧市镇、城区）包括：贝尔诺、马基尼、蒙多里尼、蒙蒂尼-昂纳鲁艾斯、努瓦亚勒。

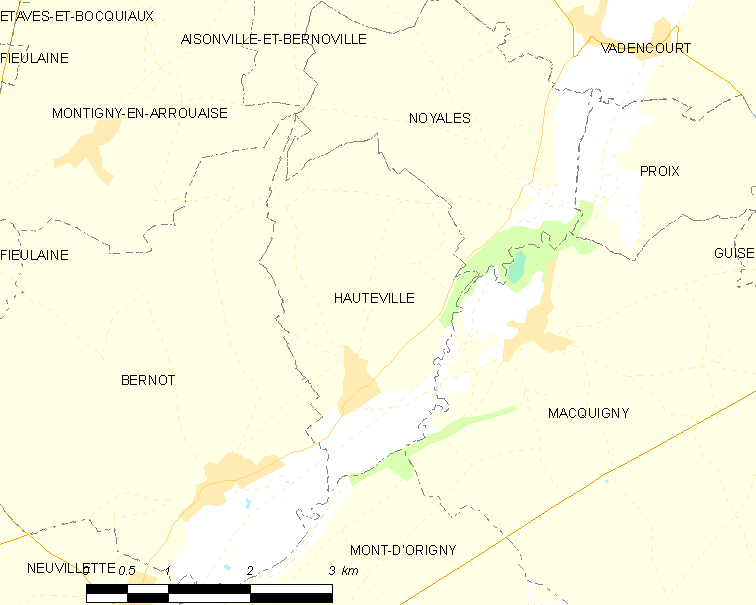
的OSM定位图

欧特维尔的时区为UTC+01:00、UTC+02:00（夏令时）。

## 行政
欧特维尔的邮政编码为02120，INSEE市镇编码为02376。

## 政治
欧特维尔所属的省级选区为吉斯县。

## 人口

1962-2008年间人口变化图示

欧特维尔于2022年1月1日时的人口数量为184人。